# Dacryodes edulis
Dacryodes edulis là một loài thực vật có hoa trong họ Burseraceae. Loài này được (G.Don) H.J.Lam mô tả khoa học đầu tiên năm 1932.

## Hình ảnh

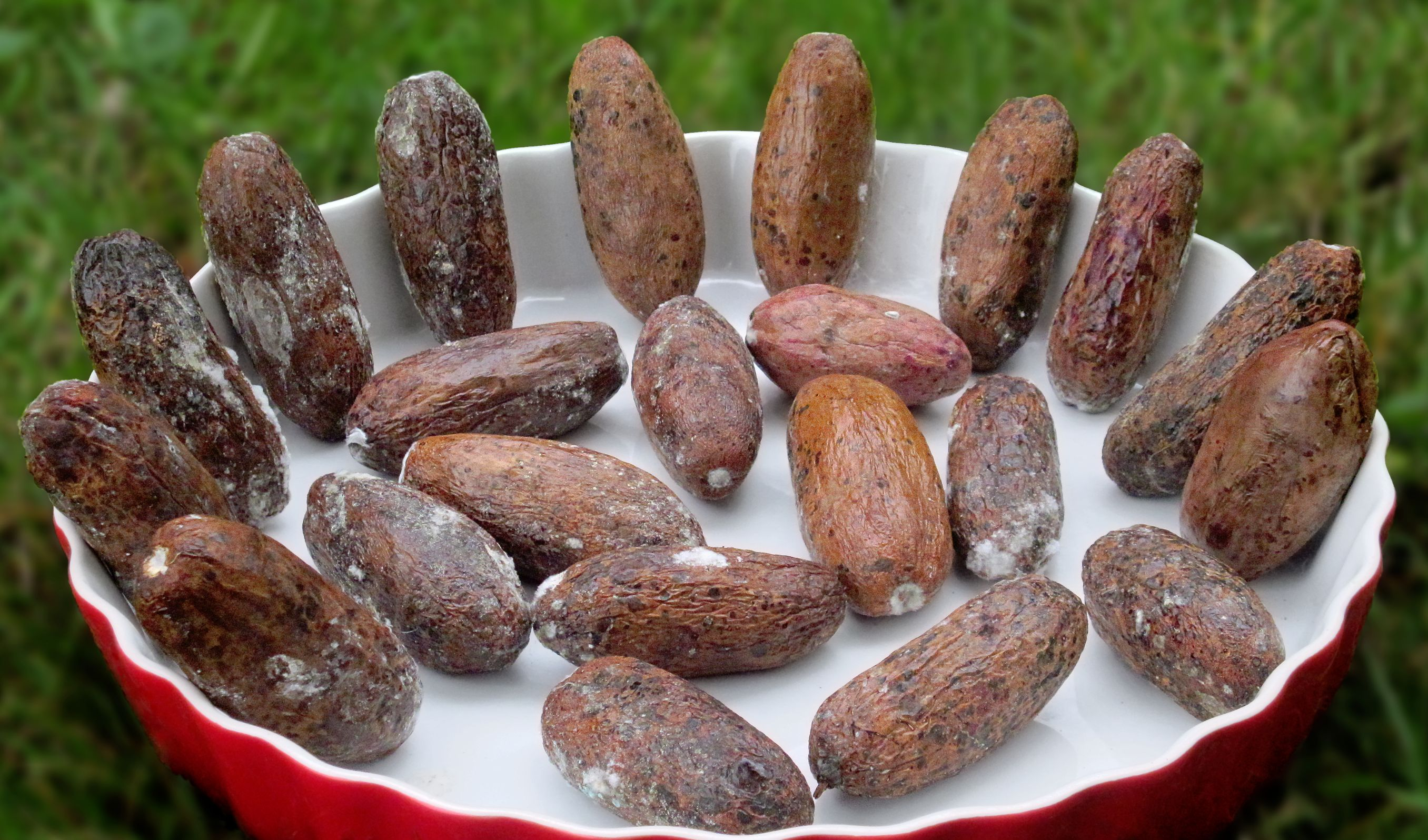